# Holitys neomexicana
Holitys neomexicana är en mångfotingart som beskrevs av Cook 1899. Holitys neomexicana ingår i släktet Holitys och familjen småjordkrypare. Inga underarter finns listade i Catalogue of Life.